# Cerro Blanco
Der Cerro Blanco ist ein Berg in den Anden Argentiniens. Mit 5127 m ist sein Gipfel der nördlichste im Cordón del Plata, einem Gebirgszug der rund 50 km westlich von der Stadt Mendoza zum dort sichtbaren Anden-Panorama gehört.